# Grant-Leon Ranos
Grant-Leon Ranos (armenio: Գրանտ-Լեոն Ռանոս; Gehrden, Alemania, 20 de julio de 2003) es un futbolista armenio que juega de delantero en el Borussia Mönchengladbach de la 1. Bundesliga.

## Trayectoria
Como jugador juvenil, ingresó en la cantera del Borussia Dortmund procedente del Hannover 96 en 2018. Después pasó al equipo sub-19 del Bayern de Múnich. En 2022 ascendió al Bayern de Múnich II. Con este equipo consiguió veinte goles en la Regionalliga Bayern durante la temporada 2022-23 y al final de la misma se marchó al Borussia Mönchengladbach.
En enero de 2025 fue cedido al 1. F. C. Kaiserslautern para lo que restaba de campaña.

## Selección nacional
En 2023 adquirió la ciudadanía armenia y optó por representar a Armenia a nivel internacional. Fue convocado con la selección nacional de Armenia para un partido de clasificación para la Eurocopa 2024 contra Turquía y un amistoso contra Chipre el 25 y el 28 de marzo de 2023, respectivamente. Debutó en el segundo de ellos y marcó dos goles de un encuentro que finalizó en empate.

## Vida personal
Nació en Gehrden, Alemania, de padres étnicamente armenios.

## Estadísticas

### Clubes
Actualizado al último partido disputado el 4 de octubre de 2024.
| Club                                   | Div.          | Temporada     | Liga  | Liga  | Liga   | Copas nacionales | Copas nacionales | Copas nacionales | Copas internacionales | Copas internacionales | Copas internacionales | Total | Total | Total  |
| Club                                   | Div.          | Temporada     | Part. | Goles | Asist. | Part.            | Goles            | Asist.           | Part.                 | Goles                 | Asist.                | Part. | Goles | Asist. |
| -------------------------------------- | ------------- | ------------- | ----- | ----- | ------ | ---------------- | ---------------- | ---------------- | --------------------- | --------------------- | --------------------- | ----- | ----- | ------ |
| Bayern de Múnich II · Alemania         | 4.ª           | 2021-22       | 9     | 3     | 5      | ―                | ―                | ―                | ―                     | ―                     | ―                     | 9     | 3     | 5      |
| Bayern de Múnich II · Alemania         | 4.ª           | 2022-23       | 36    | 20    | 12     | ―                | ―                | ―                | ―                     | ―                     | ―                     | 36    | 20    | 12     |
| Bayern de Múnich II · Alemania         | Total club    | Total club    | 44    | 23    | 17     | 0                | 0                | 0                | 0                     | 0                     | 0                     | 44    | 23    | 17     |
| Borussia Mönchengladbach II · Alemania | 4.ª           | 2023-24       | 8     | 3     | 4      | —                | —                | —                | ―                     | ―                     | ―                     | 8     | 3     | 4      |
| Borussia Mönchengladbach II · Alemania | 4.ª           | 2024-25       | 2     | 3     | 0      | —                | —                | —                | ―                     | ―                     | ―                     | 2     | 3     | 0      |
| Borussia Mönchengladbach II · Alemania | Total club    | Total club    | 10    | 6     | 4      | 0                | 0                | 0                | 0                     | 0                     | 0                     | 10    | 6     | 4      |
| Borussia Mönchengladbach · Alemania    | 1.ª           | 2023-24       | 9     | 0     | 0      | 1                | 1                | 1                | ―                     | ―                     | ―                     | 10    | 1     | 1      |
| Borussia Mönchengladbach · Alemania    | 1.ª           | 2024-25       | 1     | 0     | 0      | 0                | 0                | 0                | ―                     | ―                     | ―                     | 1     | 0     | 0      |
| Borussia Mönchengladbach · Alemania    | Total club    | Total club    | 10    | 0     | 0      | 1                | 1                | 1                | 0                     | 0                     | 0                     | 11    | 1     | 1      |
| Total carrera                          | Total carrera | Total carrera | 64    | 29    | 21     | 1                | 1                | 1                | 0                     | 0                     | 0                     | 65    | 30    | 22     |